# Лаврово (Белозерский район)
Лаврово — посёлок в Белозерском районе Вологодской области. Административный центр Енинского сельского поселения.
С точки зрения административно-территориального деления — центр Енинского сельсовета.
Расположен на берегу Урозера. Расстояние по автодороге до районного центра Белозерска составляет 43 км. Ближайшие населённые пункты — Енино, Ивантеево, Семкино.
Население по данным переписи 2002 года — 411 человек (193 мужчины, 218 женщин). Преобладающая национальность — русские (99 %).